# Warkały (Jonkowo)
Warkały (deutsch Warkallen) ist ein Ort in der polnischen Woiwodschaft Ermland-Masuren und gehört zur Landgemeinde Jonkowo (Jonkendorf) im Powiat Olsztyn (Kreis Allenstein).

## Geographische Lage und Verkehrsanbindung
Warkały liegt nordöstlich der Woiwodschaftshauptstadt Olsztyn (Allenstein) an der polnischen Woiwodschaftsstraße DW 527. Das Dorf ist von Olsztyn 10 und von Łukta (Locken) 20 Kilometer entfernt. Die nächste Bahnstation ist Jonkowo an der Polnischen Staatsbahnlinie 220 von Olsztyn nach Bogaczewo (Güldenboden).

## Ortsname
Der Name Warkallen bedeutet so viel wie „Tor der Berge“.

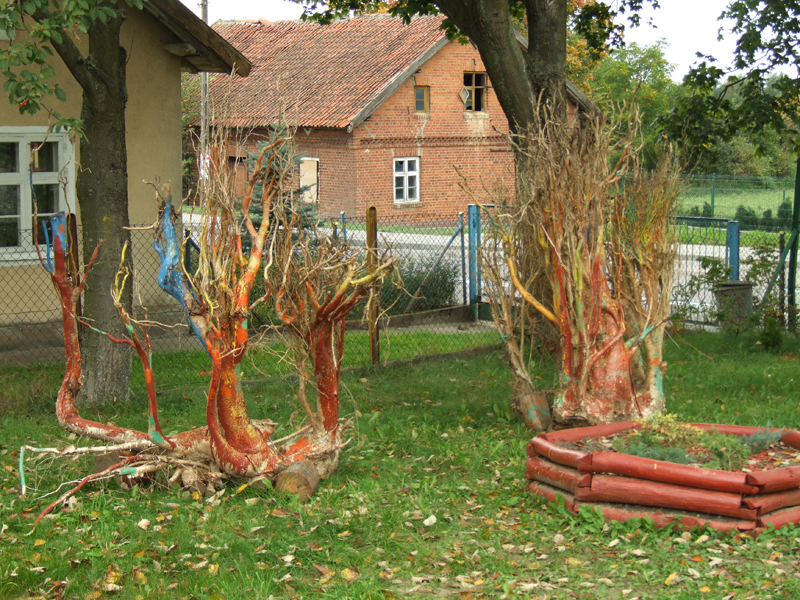
Vergnügungsstätte in Warkały

## Geschichte
Bereits im Jahre 1345 wurde das seinerzeit Grünwalde genannte Dorf gegründet. Vor 1785 hieß der Ort Warikallen, vor 1895 dann Groß Warkallen, und nach Wegfall der Zusatzbezeichnung  bis 1945 Warkallen. Im Jahre 1785 wird Warkallen „königliches Dorf im Amt Allenstein“ genannt, 1820 ist es ein „königliches Bauerndorf“ in demselben Amt, und ab 1874 eine Landgemeinde im Amtsbezirk Schöneberg (heute polnisch: Wrzesina), der bis 1945 bestand und zum Kreis Allenstein im Regierungsbezirk Allenstein (bis 1905 Regierungsbezirk Königsberg) der preußischen Provinz Ostpreußen gehörte.
Die Zahl der Einwohner Warkallens belief sich im Jahre 1910 auf 383, verringerte sich bis 1933 auf 363 und betrug 1939 noch 316.
Aufgrund der Bestimmungen des Versailler Vertrags stimmte die Bevölkerung im Abstimmungsgebiet Allenstein, zu dem Warkallen gehörte, am 11. Juli 1920 über die weitere staatliche Zugehörigkeit zu Ostpreußen (und damit zu Deutschland) oder den Anschluss an Polen ab. In Warkallen stimmten 220 Einwohner für den Verbleib bei Ostpreußen, auf Polen entfielen 40 Stimmen.
In Kriegsfolge und mit Flucht und Vertreibung der einheimischen Bevölkerung kam Warkallen 1945 innerhalb des südlichen Ostpreußens zu Polen und änderte seinen Namen in „Warkały“. Heute ist das Dorf mit seinen mehr als 400 Einwohnern eine Ortschaft im Verbund der Gmina Jonkowo im Powiat Olsztyński der Woiwodschaft Ermland-Masuren (zwischen 1975 und 1998: Woiwodschaft Olsztyn).

## Kirche

### Römisch-katholisch
Die Bevölkerung Warkallens war vor 1945 zu zwei Drittel römisch-katholischer Konfession. Das Dorf gehörte wie auch heute zur Pfarrgemeinde St. Maria Magdalena in Alt Schöneberg bzw. Parafia Św. Marii Magdaleny in Wrzesina, die heute in das Dekanat Łukta (Locken) im Erzbistum Ermland der Katholischen Kirche in Polen eingegliedert ist.

### Evangelisch
Evangelische Kirchenglieder waren vor 1945 in das Kirchspiel Allenstein (Olsztyn) eingepfarrt, das zum Kirchenkreis Ermland/Diözese Allenstein in der Kirchenprovinz Ostpreußen der Kirche der Altpreußischen Union gehörte. Nach 1945 blieb die Christus-Erlöser-Kirche Olsztyn die Pfarrkirche für Warkały, ist jedoch jetzt der Diözese Masuren der Evangelisch-Augsburgischen Kirche in Polen zugeordnet.